# Perchance to Dream (The Twilight Zone)
"Perchance to Dream" is een aflevering van de Amerikaanse televisieserie The Twilight Zone. De aflevering werd geschreven door Charles Beaumont, gebaseerd op een verhaal dat hij had geschreven voor Playboy. De titels van deze aflevering en het korte verhaal van Beaumont zijn ontleend aan Hamlets monoloog "To be, or not to be" in Shakespeares tragedie.

## Plot

### Opening
Twelve o'clock noon. An ordinary scene, an ordinary city. Lunchtime for thousands of ordinary people. To most of them, this hour will be a rest, a pleasant break in the day's routine. To most, but not all. To Edward Hall, time is an enemy, and the hour to come is a matter of life and death.
— Rod Serling

### Verhaal
Edward Hall (Conte), een man met een hartkwaal, is ervan overtuigd dat hij zal sterven als hij in slaap valt. Maar zichzelf wakker houden is ook een te zware taak voor zijn hart. Hij zoekt hulp van psychiater Rathmann en verklaart dat hij op de momenten dat hij wel slaapt vaak vreemde dromen heeft. Deze dromen sluiten allemaal op elkaar aan, als een verhaal dat in etappes wordt verteld. In zijn droom lokt een vrouw genaamd Maya, die danseres is op het carnaval, hem meeneemt in een achtbaan in een poging Edward zich letterlijk dood te laten schrikken.
Beseffend dat Rathmann hem niet kan helpen vertrekt Edward, maar beseft bij het verlaten van de kliniek, dat Rathmanns secretaresse sterk op Maya lijkt. Wanneer hij haar ziet, rent Edward in paniek terug naar Rathmanns kantoor en springt uit het raam zijn dood tegemoet.
Dan wordt aan de kijker onthult dat het laatste stuk van de aflevering ook een droomscène was. In werkelijkheid is Edward kort nadat hij bij Rathmann kwam in slaap gevallen en even later schreeuwend overleden.

### Slot
They say a dream takes only a second or so, and yet in that second a man can live a lifetime. He can suffer and die, and who's to say which is the greater reality: the one we know or the one in dreams, between heaven, the sky, the earth in the Twilight Zone.
—  Rod Serling

## Rolverdeling
- Richard Conte : Edward Hall
- John Larch : Dr. Rathmann
- Suzanne Lloyd : Maya/Miss Thomas

## Trivia
- Dit was de eerste aflevering die niet was geschreven door Rod Serling. Tevens was het de eerste aflevering geschreven door Charles Beaumont.